# Circuito de Lédenon
El circuito de Lédenon es un circuito de carreras de 3,151 kilómetros (1,958 mi) ubicado junto a la ciudad de Lédenon, Gard, Francia, a unos 25 kilómetros (16 mi) al noreste de Nimes. Alberga al Campeonato FFSA GT y al Campeonato Francés de F4.

## Historia
En 1970, dos entusiastas de los deportes de motor, Jean-Claude y Sylvie Bondurand, decidieron construir un autódromo en la ciudad de Lédenon. El circuito fue aprobado para su uso el 16 de junio de 1973. Las primeras carreras notables en el circuito no se llevaron a cabo hasta 1977, cuando se llevaron a cabo eventos de superturismos y de Fórmula Renault. La pista ha estado en uso continuamente desde entonces, albergando una variedad de series, desde autos de turismo y GT Franceses hasta el Campeonato Francés de F4.
El circuito está ubicado en un cuenco natural que le da una gran cantidad de cambios de altitud y lo convierte en la pista más ondulada de Francia. Esto, sumado a su trazado sinuoso, lo convierte en un circuito difícil de conducir. También es la única pista de carreras importante en Francia que corre en sentido contrario a las agujas del reloj.

## Récords
| Categoría                  | Tiempo                     | Piloto                     | Automóvil                  | Evento                                        |
| Longitud: 3 151 km (1973-) | Longitud: 3 151 km (1973-) | Longitud: 3 151 km (1973-) | Longitud: 3 151 km (1973-) | Longitud: 3 151 km (1973-)                    |
| -------------------------- | -------------------------- | -------------------------- | -------------------------- | --------------------------------------------- |
| GT1 (GTS)                  | 1:17.762                   | Soheil Ayari               | Saleen S7-R                | Ronda de Lédenon de FFSA GT 2007              |
| Fórmula Renault 2.0        | 1:19.064                   | Jules Bianchi              | Tatuus FR2000              | Ronda de Lédenon de Fórmula Renault 2007      |
| GT3                        | 1:19.159                   | Anthony Beltoise           | Audi R8 LMS Ultra          | Ronda de Lédenon de FFSA GT 2014              |
| Fórmula 3                  | 1:19.592                   | Bruno Besson               | Dallara F399               | Ronda de Lédenon de Fórmula 3 Francesa 2001   |
| Fórmula 4                  | 1:21.023                   | Alessandro Giusti          | Mygale M21-F4              | Ronda de Lédenon de F4 Francesa 2022          |
| GT2                        | 1:23.084                   | Richard Balandras          | Porsche 911 (997) GT3 RSR  | Ronda de Lédenon de FFSA GT 2007              |
| N-GT                       | 1:24.762                   | Thierry Rabineau           | Ferrari 360 Modena N-GT    | Ronda de Lédenon de FFSA GT 2004              |
| Automóvil silueta          | 1:25.684                   | Vincent Radermecker        | SEAT Toledo Silhouette     | Ronda de Lédenon de Superturismo Francés 2002 |
| GT4                        | 1:26.602                   | Edouard Cauhaupé           | Mercedes-AMG GT4           | Ronda de Lédenon de GT4 Francia 2021          |
| Grupo 6                    | 1:27.050                   | Dominique Lacaud           | TOJ SC206                  | Carrera de Lédenon de Grupo 6 Francia 1984    |
| Superturismo               | 1:31.093                   | William David              | Peugeot 406                | Ronda de Lédenon de Superturismo Francés 2000 |